# Charles Monck, 4.º Visconde Monck
Charles Stanley Monck, 4.º Visconde Monck GCMG PC (Templemore, 10 de outubro de 1819 – Enniskerry, 29 de novembro de 1894) foi o último Governador-geral da Província do Canadá e o primeiro Governador-geral do Canadá, depois Confederação Canadense.